# Émile Violet
Pour les articles homonymes, voir Violet (homonymie).
Émile Violet, né le 3 avril 1877 à Clessé et mort le 26 mars 1965 à Mâcon, est un écrivain local qui s’intéressa beaucoup au Mâconnais.

## Biographie
Après avoir été scolarisé à l'école primaire de Clessé, il entra au collège de Tournus. Puis il revint travailler en Haut-Mâconnais, dans la propriété familiale, ne cessant de s'intéresser toujours plus aux domaines des traditions et des coutumes vigneronnes.
Il fut l'un des membres les plus éminents de la Société des amis des arts et des sciences de Tournus (SAAST), société savante fondée en 1877 « pour favoriser le développement du musée et de la bibliothèque, et d'aider au progrès de l'instruction » et qui fut l’origine du musée Greuze et de la bibliothèque municipale de Tournus.
À Clessé, au n° 40 de la rue portant le nom de l'écrivain, est visible la maison natale d'Émile Violet.

## Œuvres
- Clessé, histoire et traditions. Édition complétée, M. Renaudier, Mâcon, 1929, 136 p.
- Autrefois en Mâconnais. Légendes, choses et gens du vieux Clessé, M. Renaudier, Mâcon, 1930, 93 p.
- Les Histoires du terroir mâconnais, M. Renaudier, Mâcon, 1931, 93 p.
- Le Patois de Clessé en Mâconnais, lexique et textes (préface d'André Mary), E. Droz (Paris) et M. Renaudier (Mâcon), coll. « Société de publications romanes et françaises », 1932, 144 p.
- La Ferronnerie populaire du Mâconnais et de la rive bressane de la Saône. Avec de nombreuses planches dessinées par l'auteur (préface de Gabriel Jeanton), Amis des arts et des sciences, Tournus, 1933, 111 p.
- Vignerons et fileuses. Illustré par l’auteur et suivi de la bibliographie folklorique du Mâconnais, M. Renaudier, Mâcon, 1934, 191 p.
- Émile Violet, Les Patois mâconnais : de la zone de transition entre le francien et le franco-provençal en partant du patois d'Igé (préface d'Antonin Duraffour) – Suivi de : Gabriel Jeanton, Remarques sur le recul du franco-provençal en Mâconnais – Imprimerie de Protat frères, Mâcon, 1936, X + 198 p. – Extrait des Annales d'Igé en Mâconnais, tome II, publiées par l'Académie de Mâcon.
- Les Veillées mâconnaises. 16 vignettes de l'auteur, M. Renaudier, Mâcon, 1937, 81 p.
- Fleurs à sabots et autres choses de chez nous. Dessins de l'auteur, Amis des arts et des sciences, Tournus, 1938, 67 p.
- Les Superstitions et les croyances populaires en Mâconnais, M. Renaudier, Mâcon, 1939, 111 p.
- Les Joies et les Peines des gens de la terre, Buguet-Comptour, Mâcon, 1946, 132 p., Prix Dodo de l'Académie française
- Les Bucoliques mâconnaises. Illustrations de l'auteur (avant-propos de Maurice Chervet), M. Renaudier, Mâcon, 1952, 100 p.